# City Cup 1995-1996 (pallamano maschile)
La City Cup 1995-1996 è stata la 3ª edizione del quarto torneo europeo, dopo la Champions League, la Coppa delle Coppe e la EHF Cup, riservato alle squadre di club di pallamano maschile. È stata organizzata dall'European Handball Federation, la federazione europea di pallamano.
La competizione è iniziata il 9 settembre 1995 e si è conclusa il 27 aprile 1996.
Il torneo è stato vinto dalla compagine norvegese del Drammen HK per la 1ª volta nella sua storia.

## Formula
Il formato del torneo prevedeva dei turni di qualificazione disputati mediante la formula dell'eliminazione diretta con incontri di andata e ritorno.

## Risultati

### Turno di qualificazione
| Squadra 1       | Squadra 2           | Andata                     | Ritorno                     | Totale  |
| --------------- | ------------------- | -------------------------- | --------------------------- | ------- |
| Ajax Copenaghen | Maistas Klaipėda    | Copenaghen                 | Klaipėda                    | nd      |
| Ajax Copenaghen | Maistas Klaipėda    | nd                         | nd                          | nd      |
| Mornar Bar      | Belassitza Petritch | Antivari, 9 settembre 1995 | Antivari, 10 settembre 1995 | 42 - 32 |
| Mornar Bar      | Belassitza Petritch | 26 - 15                    | 17 - 16                     | 42 - 32 |

### Primo turno
| Squadra 1           | Squadra 2                      | Andata                      | Ritorno                      | Totale  |
| ------------------- | ------------------------------ | --------------------------- | ---------------------------- | ------- |
| Spartak Baku        | RK Siscia Sisak                | Baku                        | Sisak                        | nd      |
| Spartak Baku        | RK Siscia Sisak                | nd                          | nd                           | nd      |
| KH Koprivnice       | VfL Hameln                     | Kopřivnice, 7 ottobre 1995  | Hameln, 15 ottobre 1995      | 50 - 54 |
| KH Koprivnice       | VfL Hameln                     | 28 - 25                     | 22 - 29                      | 50 - 54 |
| Revival Blauw-Wit   | Cadagua Galdar                 | Gáldar, 12 ottobre 1995     | Gáldar, 14 ottobre 1995      | 35 - 54 |
| Revival Blauw-Wit   | Cadagua Galdar                 | 15 - 29                     | 20 - 25                      | 35 - 54 |
| Povardarie Negotino | UMFA Mosfellsbaer              | Negotino, 7 ottobre 1995    | Mosfellsbær, 15 ottobre 1995 | 45 - 53 |
| Povardarie Negotino | UMFA Mosfellsbaer              | 22 - 18                     | 23 - 35                      | 45 - 53 |
| Universitatea Bacau | PSG-Asnières                   | Asnières, 8 ottobre 1995    | Asnières, 10 ottobre 1995    | 37 - 58 |
| Universitatea Bacau | PSG-Asnières                   | 16 - 29                     | 21 - 29                      | 37 - 58 |
| Elitzur Herzlia     | IFK Skövde                     | Skövde, 11 ottobre 1995     | Skövde, 13 ottobre 1995      | 37 - 54 |
| Elitzur Herzlia     | IFK Skövde                     | 19 - 26                     | 18 - 28                      | 37 - 54 |
| RK Rudis Rudar      | TV Niederwürzbach              | Rudar, 4 ottobre 1995       | Blieskastel, 14 ottobre 1995 | 44 - 60 |
| RK Rudis Rudar      | TV Niederwürzbach              | 26 - 30                     | 18 - 30                      | 44 - 60 |
| ZMC Amicitia        | SL Benfica                     | Zurigo, 8 ottobre 1995      | Lisbona, 15 ottobre 1995     | 57 - 49 |
| ZMC Amicitia        | SL Benfica                     | 30 - 19                     | 27 - 30                      | 57 - 49 |
| ESN Vrilissia       | SSV Brixen                     | Atene, 8 ottobre 1995       | Bressanone, 14 ottobre 1995  | 47 - 47 |
| ESN Vrilissia       | SSV Brixen                     | 29 - 22                     | 18 - 25                      | 47 - 47 |
| ŠKP Bratislava      | CHEV Handball Diekirch         | Bratislava, 7 ottobre 1995  | Diekirch, 14 ottobre 1995    | 56 - 36 |
| ŠKP Bratislava      | CHEV Handball Diekirch         | 33 - 16                     | 23 - 20                      | 56 - 36 |
| Zaglebie Lubino     | Cyprus College                 | Lubino, 8 ottobre 1995      | Nicosia, 14 ottobre 1995     | 72 - 52 |
| Zaglebie Lubino     | Cyprus College                 | 36 - 23                     | 36 - 29                      | 72 - 52 |
| Maistas Klaipėda    | Polët Čeljabinsk               | Čeljabinsk, 13 ottobre 1995 | Čeljabinsk, 15 ottobre 1995  | 40 - 70 |
| Maistas Klaipėda    | Polët Čeljabinsk               | 19 - 30                     | 21 - 40                      | 40 - 70 |
| SC Pick Szeged      | Beşiktaş Istanbul              | Seghedino, 7 ottobre 1995   | Istanbul, 14 ottobre 1995    | 65 - 39 |
| SC Pick Szeged      | Beşiktaş Istanbul              | 35 - 17                     | 30 - 22                      | 65 - 39 |
| Drammen HK          | Amirani Tbilisi                | Drammen, 13 ottobre 1995    | Drammen, 14 ottobre 1995     | 71 - 36 |
| Drammen HK          | Amirani Tbilisi                | 37 - 15                     | 34 - 21                      | 71 - 36 |
| Mornar Bar          | Swetotechnik Brovary           | Bar, 7 ottobre 1995         | Brovary, 14 ottobre 1995     | 43 - 40 |
| Mornar Bar          | Swetotechnik Brovary           | 29 - 20                     | 14 - 20                      | 43 - 40 |
| KTSV 1889 Eupen     | Handballclub Fivers Margareten | Eupen, 7 ottobre 1995       | Vienna, 15 ottobre 1995      | 51 - 53 |
| KTSV 1889 Eupen     | Handballclub Fivers Margareten | 30 - 26                     | 21 - 27                      | 51 - 53 |

### Ottavi di finale
| Squadra 1         | Squadra 2                      | Andata                        | Ritorno                       | Totale  |
| ----------------- | ------------------------------ | ----------------------------- | ----------------------------- | ------- |
| Cadagua Galdar    | ŠKP Bratislava                 | Gáldar, 12 novembre 1995      | Gáldar, 14 novembre 1995      | 56 - 47 |
| Cadagua Galdar    | ŠKP Bratislava                 | 31 - 24                       | 25 - 23                       | 56 - 47 |
| PSG-Asnières      | Drammen HK                     | Parigi, 11 novembre 1995      | Drammen, 19 novembre 1995     | 40 - 43 |
| PSG-Asnières      | Drammen HK                     | 22 - 22                       | 18 - 21                       | 40 - 43 |
| ZMC Amicitia      | Polët Čeljabinsk               | Zurigo, 11 novembre 1995      | Čeljabinsk, 19 novembre 1995  | 55 - 55 |
| ZMC Amicitia      | Polët Čeljabinsk               | 27 - 19                       | 28 - 36                       | 55 - 55 |
| TV Niederwürzbach | SC Pick Szeged                 | Blieskastel, 11 novembre 1995 | Seghedino, 18 novembre 1995   | 60 - 62 |
| TV Niederwürzbach | SC Pick Szeged                 | 31 - 33                       | 29 - 29                       | 60 - 62 |
| RK Siscia Sisak   | Mornar Bar                     | Budapest, 11 novembre 1995    | Budapest, 12 novembre 1995    | 55 - 48 |
| RK Siscia Sisak   | Mornar Bar                     | 28 - 20                       | 27 - 28                       | 55 - 48 |
| VfL Hameln        | Handballclub Fivers Margareten | Hameln, 11 novembre 1995      | Vienna, 19 novembre 1995      | 52 - 46 |
| VfL Hameln        | Handballclub Fivers Margareten | 27 - 19                       | 25 - 27                       | 52 - 46 |
| IFK Skövde        | SSV Brixen                     | Skövde, 12 novembre 1995      | Bressanone, 18 novembre 1995  | 40 - 31 |
| IFK Skövde        | SSV Brixen                     | 22 - 15                       | 18 - 15                       | 40 - 31 |
| UMFA Mosfellsbaer | Zaglebie Lubino                | Mosfellsbær, 19 novembre 1995 | Mosfellsbær, 20 novembre 1995 | 59 - 41 |
| UMFA Mosfellsbaer | Zaglebie Lubino                | 30 - 18                       | 29 - 23                       | 59 - 41 |

### Quarti di finale
| Squadra 1       | Squadra 2         | Andata                   | Ritorno                      | Totale  |
| --------------- | ----------------- | ------------------------ | ---------------------------- | ------- |
| Drammen HK      | UMFA Mosfellsbaer | Drammen, 21 gennaio 1996 | Mosfellsbær, 25 gennaio 1996 | 42 - 39 |
| Drammen HK      | UMFA Mosfellsbaer | 22 - 14                  | 20 - 25                      | 42 - 39 |
| ZMC Amicitia    | VfL Hameln        | Zurigo, 17 gennaio 1996  | Hameln, 23 gennaio 1996      | 51 - 59 |
| ZMC Amicitia    | VfL Hameln        | 29 - 26                  | 22 - 33                      | 51 - 59 |
| RK Siscia Sisak | SC Pick Szeged    | Sisak, 17 gennaio 1996   | Seghedino, 24 gennaio 1996   | 42 - 65 |
| RK Siscia Sisak | SC Pick Szeged    | 20 - 27                  | 22 - 38                      | 42 - 65 |
| Cadagua Galdar  | IFK Skövde        | Gáldar, 17 gennaio 1996  | Skövde, 25 gennaio 1996      | 48 - 51 |
| Cadagua Galdar  | IFK Skövde        | 26 - 23                  | 22 - 28                      | 48 - 51 |

### Semifinali
| Squadra 1  | Squadra 2      | Andata                | Ritorno                  | Totale  |
| ---------- | -------------- | --------------------- | ------------------------ | ------- |
| IFK Skövde | Drammen HK     | Skövde, 20 marzo 1996 | Drammen, 28 marzo 1996   | 36 - 37 |
| IFK Skövde | Drammen HK     | 24 - 17               | 12 - 20                  | 36 - 37 |
| VfL Hameln | SC Pick Szeged | Hameln, 20 marzo 1996 | Seghedino, 27 marzo 1996 | 53 - 48 |
| VfL Hameln | SC Pick Szeged | 26 - 22               | 27 - 26                  | 53 - 48 |

### Finale
| Squadra 1  | Squadra 2  | Andata                 | Ritorno                 | Totale  |
| ---------- | ---------- | ---------------------- | ----------------------- | ------- |
| VfL Hameln | Drammen HK | Hameln, 20 aprile 1996 | Drammen, 27 aprile 1996 | 42 - 49 |
| VfL Hameln | Drammen HK | 21 - 22                | 21 - 27                 | 42 - 49 |

## Campioni
| Vincitore della City Cup 1995-1996 |
| ---------------------------------- |
| Drammen HK 1º titolo               |